# Stade Germain-Comarmond
Le stade Germain-Comarmond est un stade de football et d'athlétisme, situé à Bambous à l'île Maurice, dans le district de Rivière Noire,. Sa capacité est de 5 000 spectateurs. Il a été construit en 2001.
En 2006, il a accueilli les Championnats d'Afrique d'athlétisme 2006.